# بمب‌گذاری‌های خیابان بن یهودا

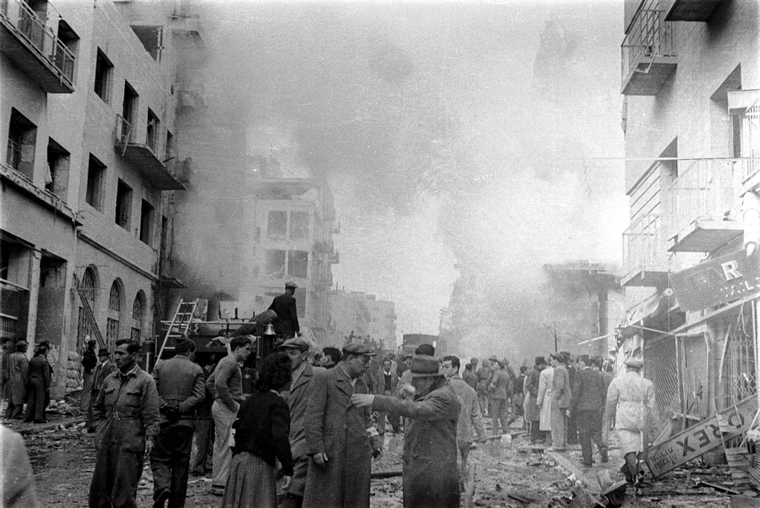
انفجار خودروی بمب‌گذاری شده در خیابان بن یهودا، اورشلیم، ۲۲ فوریه ۱۹۴۸

از فوریه ۱۹۴۸ به بعد، مجموعه‌ای از حملات به دستور یا توسط اعراب فلسطینی، که برخی از آنها به شکل انتحاری بود، به اهداف یهودی در خیابان بن یهودا در اورشلیم انجام شد. خیابان بن یهودا یک گذرگاه اصلی بود.

## ۱۹۴۸ (۴۹–۵۸ کشته)
این حملات در طول جنگ داخلی ۱۹۴۷–۱۹۴۸ در فلسطین تحت قیمومت، پس از طرح تقسیم سازمان ملل برای فلسطین در نوامبر ۱۹۴۷ و قبل از اعلام استقلال اسرائیل در ماه مه ۱۹۴۸ رخ داد.
در ۲۲ فوریه ۱۹۴۸، سه کامیون ارتش بریتانیا به رهبری یک خودروی زرهی که توسط نیروهای نامنظم عرب و فراریان انگلیسی هدایت می‌شد، در خیابان بن یهودا منفجر شدند و ۴۹ تا ۵۸ غیرنظامی کشته شدند و ۱۴۰ تا ۲۰۰ نفر نیز مجروح شدند. احتمالاُ هدف بمب‌گذاری کشتن اعضای فرمنز (اسکورت کاروان پالماخ) بوده که در هتل‌های آتلانتیک و آمدورسکی اقامت داشتند اما کمی قبل از آن برای گشت‌زنی هتل را ترک کرده بودند. علاوه بر این دو هتل، ساختمان ویلنچیک و بانک کوپات میلوه نیز ویران شدند. این بمب توسط فوزی القطب ساخته شده بود. این کاروان توسط یک شبه‌نظامی به نام «عظمی الجاعونی» رهبری می‌شد که به انگلیسی روان صحبت می‌کرد و می‌توانست خود را به عنوان یک افسر انگلیسی معرفی کند. دو فراری بریتانیایی، ادی براون، کاپیتان پلیس که ادعا می‌کرد ایرگون برادرش را کشته است و پیتر مدیسون، سرجوخه ارتش، متقاعد شدند که به این حمله بپیوندند. به آن‌ها وعده پاداش‌های مالی قابل توجهی داده شده بود.

### پیامد
عصر روز بعد اعلامیه ای توزیع شد که می‌گفت این انفجار در پاسخ به حمله ایرگون سه روز قبل در رمله در ۱۹ فوریه بوده است. عبدالقادر اعلامیه را امضا کرده بود و وی مسئولیت عملیات را بر عهده گرفت. خود عبدالقادر، فردای آن روز در قاهره، بیانیه‌ای مشابه الاهرام بیرون داد و فرماندهی عالی ارتش جهاد مقدس در فلسطین نیز این بیانیه را تکرار کرد. حسین الخالدی، دبیر کمیته عالی عربی، از این اقدام با عنوان «شرارتی درتضاد با روحیه عرب» یاد و ابراز تأسف کرد، در حالی که خود کمیته برای فرار از پذیرش مسئولیت این حادثه، سعی کرد در صحت و سقم صحبت‌های عمومی عبدالقادر تردید ایجاد کرد.
در سردرگمی متعاقب آن، ساکنان یهودی بلافاصله انگلیسی‌ها را مسئول این حمله دانستند. دیوید بن گوریون، هنگام بازدید از محل کشتار، بخشی از مسئولیت این حملهٔ اعراب را بر دوش اراذل و اوباش یهودی می‌دانست و می‌گفت: «نمی‌توانم فراموش کنم که اراذل و قاتلان ما راه را باز کرده‌اند». ایرگون به شبه‌نظامیان دستور داد که در صورت مشاهده به هر انگلیسی شلیک کنند. تا پایان روز، هشت سرباز بریتانیایی به ضرب گلوله کشته شدند، در حالی که نهمین سرباز در حالی که در یک کلینیک یهودی برای درمان زخم بستری شده بود به قتل رسید. لهی همچنین چندین روز بعد با منفجر کردن قطاری پر از سربازان انگلیسی هنگام خروج از ایستگاه رخووت واکنش نشان داد و ۲۷ نفر را کشت.
یک روز پس از آن، در ۲۳ فوریه، یهودیان با خمپاره به محله عرب‌نشین مصرره در اورشلیم حمله کردند که در نتیجهٔ آن هفت عرب از جمله یک خانواده کامل کشته شدند. اعراب بر این باور بودند که این کار به خاطر انتقام بمب‌گذاری در خیابان بن یهودا بوده است، اگرچه به گفته تاریخ‌نگار اسرائیلی ایتامار رادای، در آن زمان یهودیان و نهادهای رسمی آنها تنها انگلیسی‌ها را مقصر این حادثه می‌دانستند.

## ۱۹۷۵ (۱۵ کشته)
در روز جمعه ۴ ژوئیه ۱۹۷۵، یخچالی که پنج کیلوگرم مواد منفجره در دو طرف آن بسته‌بندی شده بود، در میدان صهیون، میدان اصلی شهر که خیابان بن یهودا و جاده یافا را به هم متصل می‌کند، منفجر شد. در این حمله ۱۵ نفر کشته و ۷۷ نفر زخمی شدند. احمد جبارا، مسئول بمب‌گذاری، دستگیر شدبه حبس ابد به اضافهٔ ۳۰ سال زندان محکوم شد اما در سال ۲۰۰۳ پس از ۲۷ سال زندانی بودن، به عنوان یک لطف به عرفات، توسط اسرائیل آزاد شد. عرفات سپس او را به عنوان مشاور خود در امور زندانیان منصوب کرد. او در سال ۲۰۱۳ در رام‌الله درگذشت.
در ۱۳ نوامبر ۱۹۷۵ در نزدیکی کافه ناوه در جاده یافا، نزدیک مرکز خرید عابر بمبی منفجر شد و شش نفر کشته و ۴۰ نفر زخمی شدند.

## ۱۹۷۶ (۱ کشته)
در ۹ آوریل ۱۹۷۶، یک خودروی بمب‌گذاری شده در خیابان بن یهودا کمی قبل از انفجار خنثی شد.
در ۳ می ۱۹۷۶، بر اثر انفجار یک موتور اسکوتر انفجاری در گوشه خیابان بن یهودا و بن هیلل، سی و سه رهگذر مجروح شدند. در میان مجروحان، سفیر یونان در اورشلیم و همسرش نیز بودند. روز بعد، در آستانه روز استقلال، شهرداری مراسمی را با شعار «با این وجود» در محل حمله ترتیب داد. همچنین گزارش شده است که در حمله ای که توسط جبهه دموکراتیک برای آزادی فلسطین (DFLP) انجام شد، یک نفر کشته شده است.

## ۱۹۹۷ (۵ کشته)
در ۴ سپتامبر ۱۹۹۷، سه بمب‌گذار انتحاری حماس به‌طور همزمان خود را در مرکز خرید عابر پیاده منفجر کردند و پنج اسرائیلی را کشتند. این بمب‌گذاری توسط فلسطینی‌های اهل روستای عسیره الشمالیه انجام شد.
سه دختر ۱۴ ساله در این حمله کشته شدند: سیوان زارکا، یائل بوتوین و اسمادار الحانان. الحانان دختر نوریت پلد الحانان فعال صلح و نوه ژنرال و سیاستمدار اسرائیلی متیتیاهو پلد بود.
خانواده ییل بوتوین شهروند آمریکایی در آمریکا علیه جمهوری اسلامی ایران شکایت کردند.
حکم غیابی ۲۵۱ میلیون دلاری به عنوان غرامت و خسارت جزایی به بستگان آمریکایی‌های کشته شده در این حمله صادر شد. پس از این حکم، دارایی‌های اندکی از دولت ایران در ایالات متحده وجود داشت. شاکیان تهدید کردند که آثار با ارزش ایرانی واقع در موزه‌های شیکاگو را مصادره خواهند کرد و آنها را در ازای عواید به فروش می‌رسانند که منجر به بحران میراث ایرانی شیکاگو می‌شود و همچنین از حساب بانک ملی ایران در بانک نیویورک شکایت می‌کنند، اما وزارت دادگستری ایالات متحده در حمایت از بانک ملی دست به عمل شد و گفت که بانک هیچ مسئولیتی در انتقال وجوه ندارد و منجر به صدور حکم علیه دانشجویان شد.

## ۲۰۰۱ (۱۱ کشته)
در ۱ دسامبر ۲۰۰۱، دو بمب‌گذار انتحاری خود را در خیابان بن یهودا منفجر کردند و به دنبال آن یک خودروی بمب‌گذاری شده با رسیدن امدادگران منفجر شد. بمب‌گذاران انتحاری یازده قربانی ۱۵ تا ۲۱ ساله را کشتند، و ۱۸۸ نفر نیز مجروح شدند. حماس مسئولیت آن را بر عهده گرفت و اعلام کرد که این اقدام در انتقام از کشته شدن محمود ابوحنود، یکی از مبارزان ارشد حماس بوده است. سخنگوی حماس در غزه اظهار داشت که این بمب‌گذاری‌ها شهوت انتقام‌جویی آن‌ها را کاهش نداده و بمب‌گذاری‌های بیشتری انجام خواهد شد. شکایت‌هایی علیه بانک عرب، نات وست و کردیت لیون به اتهام انتقال پول به حماس مطرح شد.